# Gare de Ponzana
La gare de Ponzana (en italien, Stazione di Ponzana) est une gare ferroviaire italienne (fermée) de la ligne de Turin à Milan, située au hameau de Ponzana sur le territoire de la commune de Casalino, dans la province de Novare en région du Piémont.
Mise en service en 1855 par la Società della ferrovia da Torino a Novara, elle est fermée au service voyageurs par la Rete ferroviaria italiana (RFI), sans doute à la fin du XXe siècle .

## Situation ferroviaire
Établie à environ 139 mètres d'altitude, la gare de Borgo-Vercelli est située au point kilométrique (PK) 88,937 de la ligne de Turin à Milan entre les gares ouvertes de Borgo-Vercelli et de Novare.

## Histoire
La station de Ponzana est mise en service le 6 mars 1855 par la Società della ferrovia da Torino a Novara, lorsqu'elle ouvre à l'exploitation la section de Novare à Verceil de sa ligne de Turin à Novare. Station de troisième classe, le bâtiment prévu à une base rectangulaire, de 16,5 m sur 7 m, et dispose d'un étage.
En 1856, la ligne de Turin à Novare est officiellement inaugurée le 20 octobre et exploitée par la Compagnie du chemin de fer Victor-Emmanuel qui a absorbé par fusion la compagnie d'origine.
En 1979, la gare est équipée du système ACEI (Appareils centraux électriques à itinéraires).

## Service des voyageurs
Gare fermée.

## Patrimoine ferrvoaire
Le bâtiment voyageurs d'origine est toujours présent sur le site.